# Майкъл Болтън
Майкъл Болтън (на английски: Michael Bolton) е американски певец и автор на песни. Първоначално е хардрок и хевиметъл изпълнител (от средата на 70-те до средата на 80-те години на 20 век). Това е видно в първите му солови албуми и в албумите като фронтмен на Блекджек. По-известен е като автор на серия от поп рок балади, записани след стилистична промяна в края на 1980-те.
Във витрината му с триумфи влизат над 75 млн. продадени записа, осем албума в топ 10, както и два сингъла с номер едно в класациите на списание Билборд, както и носител на няколко Американски музикални награди и наградите Грами.

## Биография

### Произход
Роден е под името Майкъл Болотин в Ню Хейвън, щата Кънетикът. Неговите родители са Хелън (моминска фамилия Губин) и Джордж Болотин. Има брат Орин и сестра Сандра, като и двамата са по-възрастни от него. Семейството му е с еврейска жилка, като всичките му дядовци и баби са имигранти от Русия. Когато е още малък, родителите му се развеждат.

### Начало на музикалната му кариера
Музикалната му кариера започва през 1975 г. Неговият първи албум е наречен с рожденото му име, Bolotin. Още в първите си стъпки той се концентрира върху хардрока, като веднъж групата му Блекджек подгрява публиката за шоу на Ози Озбърн. През 1983 г. Болтън отива на прослушване за позицията вокалист за групата на Озбърн Блек Сабат.
Майкъл се сдобива с първия си голям хит като автор на песни с How Am I Supposed to Live Without You, написана за Лора Браниган, преди това позната с поп хита Gloria. За малко да докосне Топ 10 на Американската поп класация, Браниган праща песента на 1-ва позиция в класацията „Adult Contemporary chart“ в продължение на три седмици през 1983 г. Двамата правят опити да работят заедно отново и следващата колаборация е песен за Браниган с авторство на Болтън, носеща името I Found Someone през 1985 г. Нейната версия има малък успех, но след две години Шер вдъхва нов живот на песента, както и на своята певческа кариера. Болтън прави песни и за двамата творци.

### Успехи през 1980-те и 1990-те години
Постига най-мащабните си успехи в края на 1980-те и началото на 1990-те като певец, който се изявява в класациите „Adult Contemporary chart“ и „Easy listening“. Един от първите по-значими успехи на певеца е интерпретацията на Отис Рединг от 1987 г. – „(Sittin' On) the Dock of the Bay.“ Винаги е проявявал отношение към соул и мотаунските класики, включително известната Georgia On My Mind. През 1991 г. издава Time, Love & Tenderness', в който се откроява песента получила Грами – When a Man Loves a Woman.
Като певец той е изпълнявал песни на други творци от ранга на Лусия Алибърти, Пати Лабел, Хосе Карерас, Тони Четински, Рей Чарлз, Селин Дион, Пласидо Доминго, Рене Флеминг, Уинона Джъд, Би Би Кинг, Лоунли Айлънд, Лучано Павароти, Пърси Следж, както и Дзукеро. Като автор на песни той е работил и с други творци.

### Музикална дейност след 2000 г.
Последният хит от Топ 40 е сингълът в САЩ, Go the Distance, който е използван в анимационния филм на Дисни Херкулес. Той става и номер едно в класацията „Adult Contemporary chart“. Наема диригента Лери Берд (оркестрен музикален директор/диригент/аранжор на Муди Блус, Три Дог Найт, Ал Жаро и други) за обиколката си от 2001 година.
През 2006 г. Болтън и годеницата му Николет Шеридан изпълняват дуета The Second Time Around за албума Bolton Swings Sinatra. През март 2007 г. прави концертна обиколка в ЮАР за първи път. Той е основен изпълнител на двудневен концерт Джакаранда 94,2 FM.
За Over the Rainbow, албум, който записва за 5 дни, Болтън прави версия на песента New York, New York (също на Bolton Swings Sinatra). Това е направено за епизод от сериала Challenge Anneka. Постъпленията от албума са предназначени за детски болници в Обединеното кралство.
Болтън изпълнява Il Mio Amico в дует с италианската певица Ана Татанджело на фестивала в Сан Ремо през 2008 г.
Албумът Only A Woman Like You е издаден през 2001 година. Заглавната песен е написана от Шаная Туейн, а беквокалите са на Скайлър Джет. Болтън записва One World One Love в Обединеното кралство на 21 септември 2009. Първият сингъл Just One Love е издаден една седмица по-рано.
Гост-вокалист е през 2011 г. на албума Turtleneck & Chain на Лоунли Айлънд в песента Jack Sparrow. Изпълнението му е съчетано с комедийно хип-хоп трио, в което Болтън пее умишлено различен от основата куплет, както и не комуникира добре с групата. Във видеоклипа той е облечен с костюм на Джак Спароу от Карибски пирати, Форест Гъмп, Ерин Брокович, както и Тона Монтана от Белязаният.
Работи с индийския музикант А. Р. Рахман по песен, включена през февруари 2011 г. в Gems – The Duets Collection.
През 2013 г. издава албума Ain't No Mountain High Enough – A Tribute to Hitsville USA, в което прави дуети с Кели Роуланд, Мелани Фиона и Орианти.
През 2013 и 2014 г. пее за рекламни клипове на Хонда.

## Благотворителна дейност
През 1993 г. става основател на фондация „Майкъл Болтън Фаундейшън“, по-късно преименувана на „Майкъл Болтън Черитис“. Нейната мисия е подпомагането на жени и деца, попаднали в рискови групи поради бедност или емоционално, физическо и сексуално насилие. Същевременно певецът изпълнява функцията на почетен председател на Prevent Child Abuse America („Предотвратяване на детското насилие в Америка“), национален председател на This Close for Cancer Research („Толкова близко до изследване на раковите заболявания“), и настоятел на Националното партньорство за менторство, както и представител в детската болница Joe DiMaggio Children's Hospital.
На 25 юли 1993 година Болтън играе срещу Майкъл Джордан в предавана по телевизията среща по софтбол с благотворителна цел на стадиона на Уайт Сокс в Чикаго, т.нар. Комиски Парк. Отборът на Болтън, Болтън Бомърс, побеждава Джорданс Ер Форс със 7 – 1. В Болтън Бомърс са Майкъл Болтън и неговата съпровождаща група, а Джорданс Ер Форс е съставен от знаменитости като Меджик Джонсън, Крис Келиос, Ахмад Рашад, Марк Хармън, Ем Си Хамър, Том Селек, Стейси Кинг и Бо Джаксън (треньор).
През март 2003 година Болтън се присъединява към усилията на Лайфтайм Телевижън, Върайзън Уайърлес и много други, за лобиране от името на Националната коалиция срещу домашното насилие, с което се цели законодателите да дадат повече помощ на жертвите на домашно насилие.
Болтън е носител на награда Люис Хайн, връчвана от Националния комитет за детски труд, награда Мартин Лутър Кинг – от Конгреса за расово равенство, и на Медала на честта на Елис Айлънд от Националната етническа коалиция на организациите. Холивудската търговска камара дава признание на Болтън със звезда на Холивудската алея на славата, цитирайки музикалните и благотворителните му приноси.